# Ceatalchioi
Ceatalchioi é uma comuna romena localizada no distrito de Tulcea, na região de Dobruja. A comuna possui uma área de 80.47 km² e sua população era de 759 habitantes segundo o censo de 2007.